# Marin Ranteš
Marin Ranteš (* 9. August 1995 in Varaždin) ist ein kroatischer BMX-Freestyle-Fahrer in der Variante Park.

## Sportlicher Werdegang
Ranteš betrieb in seiner Jugend mehrere Sportarten und konzentrierte sich schließlich aufs BMX-Fahren. Damit er besser trainieren konnte, fuhren ihn seine Eltern an Wochenenden oft nach Zagreb, wo sich der einzige Indoor-Skatepark des Landes befand. Ab 2012 wurde Ranteš von Red Bull unterstützt; er war damit der einzige Kroate, der diesen Sport professionell ausüben konnte.
2017 nahm er an den erstmals ausgetragenen Urban-Cycling-Weltmeisterschaften teil und belegte den 16. Platz. Im Jahr darauf erreichte er zwei Podiumsplätze im UCI-BMX-Freestyle-Weltcup und gewann die Gesamtwertung. Er schrieb diesen Erfolg dem gemeinsamen Training mit Daniel Dhers zu, den er als Vaterfigur ansah. Im Jahr darauf wurde er Vize-Europameister.
Nach der erzwungenen Wettkampfpause infolge der Corona-Pandemie erzielte er Bronzemedaillen bei den Urban-Cycling-Weltmeisterschaften 2021 sowie den Europameisterschaften 2022 in München. Bei den Weltmeisterschaften stand er auch 2022 und 2023 im Finale. In seiner Heimat gewann er von 2019 bis 2023 alle bisherigen Austragungen der Landesmeisterschaften. Als Sechster der Qualifikationsserie erhielt er einen Platz im olympischen Freestyle-Wettkampf 2024, wo er nach einem missratenen zweiten Versuch in der Qualifikation ausschied.

## Erfolge
2018
Weltcup-Gesamtsieger
2019
 Kroatischer Meister
 Europameisterschaften
2021
 Weltmeisterschaften
2022
 Kroatischer Meister
 Europameisterschaften
2023
 Kroatischer Meister